# Герои Российской Федерации — О

В настоящем списке представлены в алфавитном порядке Герои Российской Федерации, чьи фамилии начинаются с буквы «О». Список содержит информацию о роде войск (службе, деятельности) Героев на время присвоения звания, дате рождения, месте рождения, дате смерти и месте смерти Героев.
 Серым цветом в таблице выделены Герои, награждённые посмертно. 
| №  | Фото | Фамилия Имя Отчество                | Род войск, служба    | Годы жизни                         | Место рождения                                             | Место гибели (смерти)                                                       |       |
| -- | ---- | ----------------------------------- | -------------------- | ---------------------------------- | ---------------------------------------------------------- | --------------------------------------------------------------------------- | ----- |
| 1  |      | Обносов, Борис Викторович           | Конструктор          | род. 26 января 1953                | Москва, СССР                                               |                                                                             | [ 1 ] |
| 2  |      | Овчинин, Алексей Николаевич         | Лётчик-космонавт     | род. 28 сентября 1971              | Рыбинск, Ярославская область, РСФСР                        |                                                                             | [ 2 ] |
| 3  |      | Ожегов, Сергей Анатольевич          | Мотострелки          | 18 июля 1979 — 2 декабря 2013      | Кирово-Чепецк, Кировская область, РСФСР                    | Кирово-Чепецк, Кировская область, Российская Федерация                      |       |
| 4  |      | Оздоев, Мурат Ахметович             | авиация              | 10 марта 1922 — 25 февраля 1996    | Назрань, Ингушский национальный округ, Горская АССР, РСФСР | Назрань, Ингушетия, Российская Федерация                                    | [ 3 ] |
| 5  |      | Оловаренко, Валерий Леонидович      | Бронетанковые войска | 15 декабря 1969 — 9 апреля 1993    | Веймар, ГДР                                                | Участок 15 пограничной заставы Московского пограничного отряда, Таджикистан | [ 4 ] |
| 6  |      | Омаров, Магомед Омарович            | МВД                  | 15 июня 1947 — 2 февраля 2005      | с. Мекеги, Дагестанская АССР, РСФСР                        | Махачкала, Дагестан, Российская Федерация                                   |       |
| 7  |      | Омельков, Виктор Емельянович        | ВДВ                  | 1 января 1961 — 31 декабря 1994    | Арти, Свердловская область, РСФСР                          | Грозный, Чечня, Российская Федерация                                        |       |
| 8  |      | Омельяненко, Александр Владимирович | ВВС                  | род. 8 мая 1974                    | с. Новое Заслоново, Витебская область, Белорусская ССР     |                                                                             |       |
| 9  |      | Омурбеков, Азатбек Асанбекович      | Пехота и мотострелки | 17 сентября 1983                   | Нукус, Каракалпакская АССР, Узбекская ССР                  |                                                                             |       |
| 10 |      | Онуфриенко, Юрий Иванович           | Лётчик-космонавт     | род. 6 февраля 1961                | с. Рясное, Харьковская область, Украинская ССР             |                                                                             | [ 5 ] |
| 11 |      | Опарин, Александр Иванович          | ВМФ                  | род. 22 августа 1957               | с. Дзержинск, Талды-Курганская область, Казахская ССР      |                                                                             |       |
| 12 |      | Опарин, Денис Александрович         | ВМФ                  | 26 июня 1979 — 2 июля 2019         | ЗАТО Александровск, Мурманская область, РСФСР              | Баренцево море                                                              |       |
| 13 |      | Орлов, Андрей Борисович             | ВВС                  | 6 июня 1962 — 15 августа 1999      | Махачкала, Дагестанская АССР, РСФСР                        | Махачкала, Российская Федерация                                             |       |
| 14 |      | Орлов, Артур Валерьевич             | Бронетанковые войска | род. 16 марта 1989                 | Кизнер, Кизнерский район, Удмуртская АССР, РСФСР           |                                                                             |       |
| 15 |      | Орлов, Сергей Владимирович          | МВД                  | 26 ноября 1972 — 9 июля 1996       | Хабаровск, РСФСР                                           | с. Гехи, Урус-Мартановский район, Чечня, Российская Федерация               |       |
| 16 |      | Орлов, Сергей Николаевич            | ВДВ                  | 12 декабря 1972 — 13 сентября 1999 | Рязань, РСФСР                                              | Высота 700.1, Дагестан, Российская Федерация                                |       |
| 17 |      | Осканов, Суламбек Сусаркулович      | авиация              | 8 января 1943 — 7 февраля 1992     | с. Плиево, Чечено-Ингушская АССР, РСФСР                    | пос. Хворостянка, Липецкая область, Российская Федерация                    | [ 6 ] |
| 18 |      | Османов, Магомед Джамалутдинович    | МВД                  | 7 апреля 1972 — 3 февраля 2007     | пос. Мамедкала, Дагестанская АССР, РСФСР                   | Дагестан, Российская Федерация                                              |       |
| 19 |      | Осокин, Алексей Николаевич          | Десантные войска     | 2 сентября 1989 — 3 марта 2022     | Карцаг, Венгрия                                            | Гостомель, Киевская область, Украина                                        |       |
| 20 |      | Осокин, Евгений Анатольевич         | Пехота и мотострелки | 14 февраля 1974 — 24 марта 1996    | Новочеркасск, Ростовская область, РСФСР                    | станица Старощедринская, Чечня, Российская Федерация                        | [ 7 ] |
| 21 |      | Останин, Павел Сергеевич            | ВДВ                  | род. 24 июля 1987                  | Лысьва, Пермская область, РСФСР                            |                                                                             |       |
| 22 |      | Островский, Эдуард Георгиевич       | Минкомсвязь          | род. 20 декабря 1935               | Тбилиси, Грузинская ССР                                    |                                                                             |       |
| 23 |      | Остроухов, Евгений Владимирович     | ВВ МВД               | 12 мая 1976 — 25 августа 2002      | Усть-Джегута, Ставропольский край, РСФСР                   | Старые Атаги, Чечня, Российская Федерация                                   |       |
| 24 |      | Осыковый, Николай Михайлович        | авиация              | род. 7 ноября 1962                 | с. Степановка, Киевская область, Украинская ССР            |                                                                             |       |
| 25 |      | Оськин, Виктор Семёнович            | авиация              | 1 декабря 1952 — 24 июля 1992      | с. Успено-Раевка, Курская область, РСФСР                   | 14-й км Черниговского шоссе, Гомельская область, Белоруссия                 | [ 8 ] |
| 26 |      | Отраковский, Александр Иванович     | Морская пехота       | 3 января 1947 — 6 марта 2000       | Кутаиси, Грузинская ССР                                    | Веденский район, Чечня, Российская Федерация                                |       |
| 27 |      | Отческих, Алексей Викторович        | МВД                  | 24 августа 1972 — 9 января 2000    | Кемерово, РСФСР                                            | у г. Аргун, Чечня, Российская Федерация                                     |       |
| 28 |      | Охрименко, Олег Иванович            | МВД                  | 1 июля 1973 — 21 апреля 2002       | Отрадный, Куйбышевская область, РСФСР                      | Омск, Российская Федерация                                                  |       |
| 29 |      | Очеретный, Валерий Иосифович        | Бронетанковые войска | 20 августа 1970 — 22 января 1995   | Курганинский район, Краснодарский край, РСФСР              | Грозный, Чечня, Российская Федерация                                        |       |